# L'uomo che sussurrava ai criceti
L'uomo che sussurrava ai criceti è un album di Andrea Poltronieri di tipo studio, registrato all'Abhaco di Portomaggiore. A questo album ha partecipato anche la cantante ferrarese Patrizia Garante.
È composto da 18 brani musicali, alcuni parodie di altre canzoni famose (indicate nella terza colonna), altri creati direttamente da Poltronieri, altri ancora in cui interpreta La Nives, nei brani "Nives in studio" e "Mirabilandia", o Umàz nel brano "Umaz".

## Tracce
| #   | Titolo della canzone              | Titolo della canzone originale    | Artista della canzone originale | Durata | Particolarità |
| --- | --------------------------------- | --------------------------------- | ------------------------------- | ------ | ------------- |
| 1.  | Son di Fe                         | Salirò                            | Daniele Silvestri               | 4:02   | -             |
| 2.  | Come deve andare                  | Come deve andare                  | 883                             | 2:09   | -             |
| 3.  | Nives in studio                   | -                                 | -                               | 1:16   | -             |
| 4.  | Infinito                          |                                   |                                 |        |               |
| 5.  | Spot                              |                                   |                                 |        |               |
| 6.  | Show man                          | Boyband                           | Velvet                          | 3:37   | -             |
| 7.  | Tutti vogliono viaggiare in prima | Tutti vogliono viaggiare in prima | Ligabue                         | 4:24   | -             |
| 8.  | Caterina                          | Sei volata via                    | Ron                             | 4:00   | -             |
| 9.  | Lavati                            | Salvami                           | Jovanotti                       | 3:30   | -             |
| 10. | Umaz                              | -                                 | -                               | 3:27   | -             |
| 11. | Through the lock                  |                                   |                                 |        | strumentale   |
| 12. | Mirabilandia                      | -                                 | -                               | 1:38   | -             |
| 13. | Carmela                           | Candela                           | Noelia                          | 3:27   | -             |
| 14. | Tir 2002                          | -                                 | -                               | 1:45   | -             |
| 15. | Soleada                           |                                   |                                 |        |               |
| 16. | Spot 2                            |                                   |                                 |        |               |
| 17. | Eternity                          |                                   |                                 |        |               |
| 18. | Dai Ferrara alè                   | -                                 | -                               | 0:50   | -             |